# Бела-Виста-ду-Пиауи

Бела-Виста-ду-Пиауи на карте штата.

Бела-Виста-ду-Пиауи (порт. Bela Vista do Piauí) — муниципалитет в Бразилии, входит в штат Пиауи. Составная часть мезорегиона Юго-восток штата Пиауи. Входит в экономико-статистический микрорегион Алту-Медиу-Канинде. Население составляет 3778 человек на 2010 год. Занимает площадь 499,393 км². Плотность населения — 7,57 чел./км².

## Демография
Согласно сведениям, собранным в ходе переписи 2010 г. Национальным институтом географии и статистики (IBGE), население муниципалитета составляет:
| Полное население                               | Полное население                               | Полное население                               | Полное население                               | 3778  |
| ---------------------------------------------- | ---------------------------------------------- | ---------------------------------------------- | ---------------------------------------------- | ----- |
| в том числе:                                   | Городское население                            | 1243                                           | Процент городского населения, %                | 32,90 |
|                                                | Сельское население                             | 2535                                           | Процент сельского населения, %                 | 67,10 |
|                                                | Мужское население                              | 1936                                           | Процент мужского населения, %                  | 51,24 |
|                                                | Женское население                              | 1842                                           | Процент женского населения, %                  | 48,76 |
| Плотность населения, чел/км²                   | Плотность населения, чел/км²                   | Плотность населения, чел/км²                   | Плотность населения, чел/км²                   | 7,57  |
| Население муниципалитета в % к населению штата | Население муниципалитета в % к населению штата | Население муниципалитета в % к населению штата | Население муниципалитета в % к населению штата | 0,12  |

По данным оценки 2016 года, население муниципалитета составляет 3919 жителей.

## Статистика
- Валовой внутренний продукт на 2003 год составляет 6 050 794,00 реалов (данные: Бразильский институт географии и статистики).
- Валовой внутренний продукт на душу населения на 2003 год составляет 2078,60 реалов (данные: Бразильский институт географии и статистики).
- Индекс развития человеческого потенциала на 2000 год составляет 0,620 (данные: Программа развития ООН).